# Palais Crystal
Pour les articles homonymes, voir Crystal Palace.
Le Palais Crystal ou Palais de Crystal (Crystal Palace en anglais) est un ancien parc d'attractions en intérieur situé à Dieppe, au Nouveau-Brunswick, sur la rue Paul, à côté de la Place Champlain. L'édifice comprend aussi un cinéma et un hôtel.
Le parc a été inauguré 15 février 1990 et est géré par Cadillac Fairview.
Le 31 juillet 2014, Cadillac Fairview annonce la fermeture définitive du Palais Crystal le 1er septembre 2014 pour faire place au premier magasin Bass Pro Shops au Nouveau-Brunswick. 

## Attractions
- Skyflyer
- Crazy Submarine
- minigolf de 18 trous
- Chaises volantes
- Montagnes russes junior
- Lazer Runner
- Jump'in Star
- Carrousel
- Rio Grande - train junior
- Baron Rouge
- Mur d'escalade
- Krazy Cars - Autos tamponneuses
- Salle d'arcades - jeux vidéo

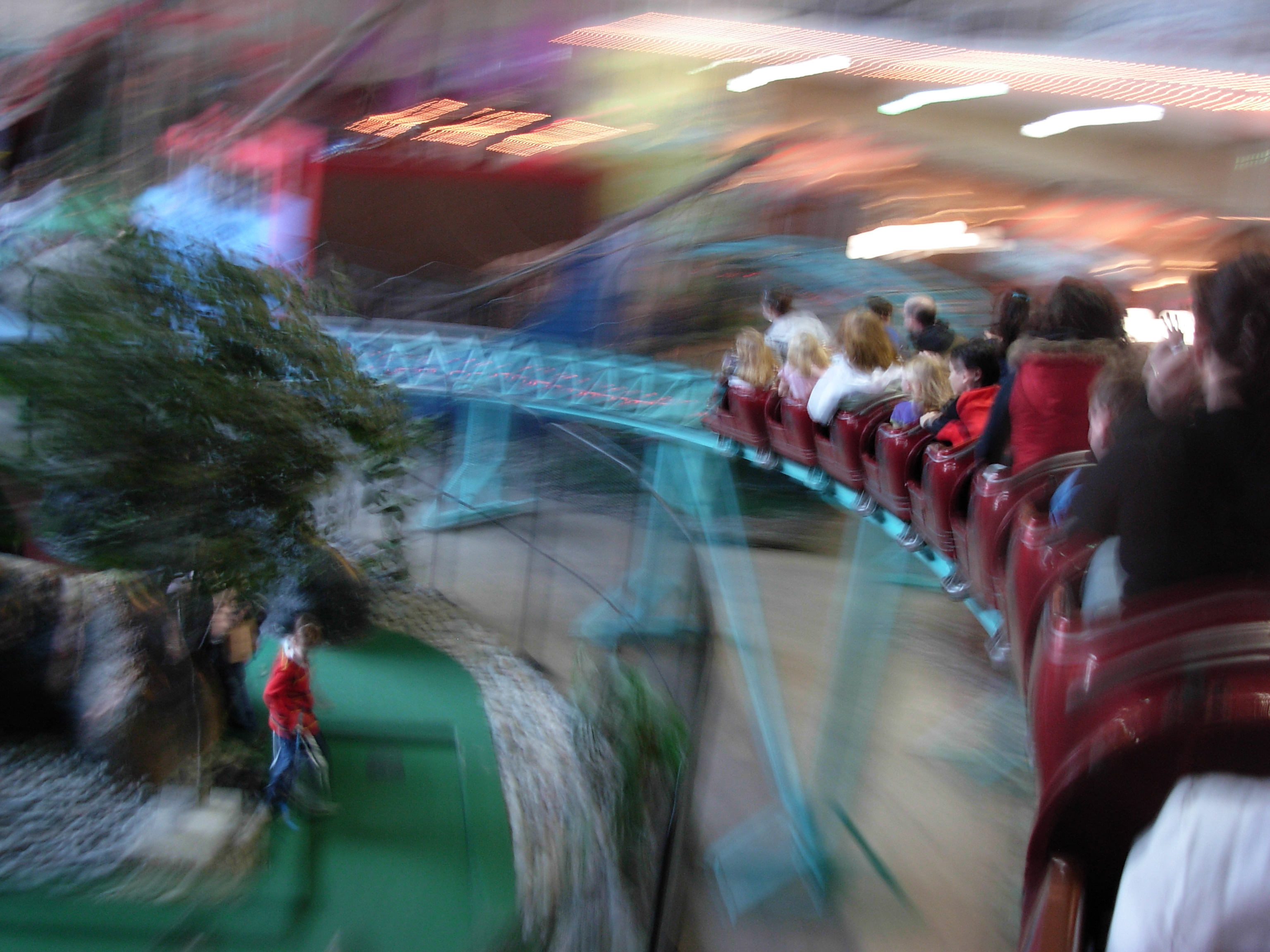
À bord des montagnes russes.

Durant l'été, des manèges sont aménagés dans le stationnement extérieur.

## Autres
Le cinéma Empire Theatres comporte 8 salles présentant des films en anglais et parfois en français. Le centre de conférence peut accueillir jusqu'à 450 personnes. Le Palais compte aussi une librairie Chapters, le restaurant McGinnis Landing, un casse-croûte et un café Starbucks.